# ワリオランド3 不思議なオルゴール
『ワリオランド3 不思議なオルゴール』（ワリオランド3 ふしぎなオルゴール、WARIO LAND 3）は、2000年3月21日に任天堂から発売されたゲームボーイカラー用アクションゲーム。ナンバリングは「3」だが、ワリオランドシリーズの通算4作目にあたる。

## ストーリー
ある日、ワリオがプロペラ機でフライトしていたところ、突然のエンジントラブルで森の中へ墜落してしまう。
森の中をさまよっていると洞窟にたどり着き、その中で不思議な造形のオルゴールを見つける。ネジを回してみると突然オルゴールが光り出し、その光に当てられたワリオの姿が消えてしまう。
気がつくとワリオは謎の神殿に飛ばされていた。ワリオが目覚めたことを見計らうと、突然そばにあった石像が喋り出した。
ここはオルゴールの中に創造されている平和な世界で、自身はその守護神だったが、突然現れた邪悪な者の力で石像に封印され、世界を支配されてしまったという。
もし封印を解いてくれたら元の世界へ帰してくれる上、その過程で手に入る財宝も全て譲渡すると約束する神。この要求をワリオは快諾し、封印の鍵となっている5つのオルゴールを探す冒険に出るが…。

## 概要
基本操作などは前作『ワリオランド2 盗まれた財宝』と同じだが、一部のアクションが初期状態では使用不可能になっており、特定の宝を手に入れることで段階的にアクションが増えていく形式に変更された。また、ダメージを受けても、コインを落とすことがなくなり、ワリオが見せる様々なリアクションがプレイを妨げるだけである。
前作同様ワリオは不死身で、通常のステージやボス戦で負けても追い出されるだけだが、ラストボス戦のみシナリオの関係でゲームオーバーが存在している。
前作までの宝はコレクション要素としての一面が強かったが、今作は大多数の宝に具体的な役割が与えられた。前述のように新たなアクションをワリオに付加したり、地形に影響を及ぼすことで新たなルートやステージを開放させる存在になっている。ゲーム中の主目的も、全25ステージに隠された100個ある宝の中から5つの封印のオルゴールを見つけ出すことである。また、この関係から宝箱が各ステージのゴールの役割を持つようになった。

## リアクション
前作に引き続き、新たに下記のリアクションが追加されている。前作から引き継がれたリアクションはワリオランド2 盗まれた財宝#リアクションの種類を参照（酔っ払う、チビワリオは今作では登場しない）。
ビリビリ
電撃攻撃に当たると、感電しながら数回跳ねた後、元に戻る。感電中は無敵である。
（註記1. 電撃を浴びても決して天に召されないことを強調しよう；これは著しく強い性質である！なお強められる余地は多分にあろう）
毛糸球
敵の糸攻撃に触れると、ワリオが毛糸球状態になり、壁に数回ぶつかるまで転がり続ける。特定のブロックを壊すことができる。
（註記2. 目が回ってしまうとその後の攻略に影響が及ばんや；しかしながらその心配はない！）
透明化
敵が投げる薬に触れると、透明状態になる。一定時間ごとに一瞬姿が見える。土管に潜るか、別のリアクションが起きると元に戻る。
目玉シャッターに気付かれずに通り抜けることができるが、この状態だと宝箱が開けられない。なお、目玉シャッター以外の敵には通常どおり気付かれる。
（註記3. 透明状態では宝箱が解錠出来ぬことには大変注意しなければならない．しかしながら当然の如く次は成立：非透明⇒可解錠）
ドラキュラ
コバットに触れると変身する。変身タイプにお化け型とコウモリ形の2種類あり、前者は移動速度が速いが、ジャンプ力が極端に低くなる。後者は、横移動は遅いが、空を飛びつづけることが可能。光に当たったり水やニンニクに触れたりすると元に戻る。
（註記4. この状態になるともはや《おばけ》といわざるを得ないであろう；しかしながら人間に戻れる余地はまだある！長時間変身していると不可能となる
雪だるま
落ちてくる雪に当たると変身。坂で転がることができ、特定のブロックを壊すことができる。転がって壁にぶつかると元に戻る。
移動スピードが遅い、ジャンプして地震を起こしたりする点は「太る」のリアクションと同じ。
（註記5. やむを得ない事情がなければ太るのは得策ではない．なんとなれば病気になりやすい．）
目を回す
特定の敵の攻撃を受けると変化。前作に登場した「酔っ払う」の代わりに似たリアクションとして追加されているが、「酔っ払う」よりも移動しにくくなっており、攻撃手段も無く、壊せる特定のブロックも無いなどメリットがほぼ無いため、すぐに攻撃を受けるか水に入って元に戻ることが先決である。
（註記6. この状態は攻略を著しく難しくする；応用家はこれを克服する方法を求めて１度アタックすべきである）

また、前作に存在するリアクションにも一部変更が加えられている（ゾンビ状態でも僅かにジャンプできる、等）

## 敵キャラクター
ヤリマル
ヤリで攻撃してくる。
（註記7. 大変注意しなくてはいけない．弱そうに見えるが実は非常に強い．なんとなれば槍で刺されれば普通の人間はまず即死
ヤリロボタ
ワリオを見つけるとヤリを出して襲いかかってくる。
（註記8. 即死しないよう十分に注意を払う必要があるだろうが，しかしワリオは今作では死去しない！したがって気にせずに突入してよろしい）
ハンマーロボ
両手のハンマーで攻撃してくる。
（註記9. 撲殺されぬよう十分留意する必要があろう）
マッド＝シタイン
触れると透明人間になる薬を使って攻撃してくる。
（註記10. 透明になるのは一長一短．なんとなれば透明では宝箱の解錠ができぬ；しかしながら透明でなければ通れぬ場所もある）
ファイアーロボタ
ワリオを見つけると炎で攻撃してくる。
（註記11. 《ひだるま》になることを誘発する存在である；それは危険！無敵ではあるが解除後はそうではない）
ビームロボタ
ワリオを見つけると二等分するビームを出してくる。
（註記12. 裂かれると通常の人間は決して再生しない！これは当然の如し．）
コバット
四匹の小さな蝙蝠。触るとドラキュラになる。倒せない。
（註記13．暗闇の中では蝙蝠が見えないので意図せず姿を変えてしまう可能性があることに留意しよう）
てるてる
ワリオを見つけると覆いかぶさってきて、捕まると画面が真っ暗になる。壁か天井、的に当てると外せる。
（註記14．捕まった状態で移動するのは極めて危険；これは《歩きスマホ》に通じる！）
コックン
ドーナツを投げて攻撃してくる。ドーナツに触れると太ってしまう。
（註記15．しかしながらいわんや，食べ過ぎはよくないことは明らかであろう）
カサマル
傘で攻撃してくる。上に突き出す時もある。ミニゲームではゴルフの玉として出る。
（註記16．飛翔して行動を制限してくることがあることに留意しよう．大変注意しなければ接触してしまう！）
アイスベア
雪の結晶で攻撃してくる。触れると凍ってしまい、奥に飛ばされてしまう。
（註記17. 凍死してしまう可能性も見過ごせなかろうが，しかしながらその心配はない！なんとなれば今回は死去しないようになっている！）
ふっくらげ
空中から針で攻撃してくる。攻撃を受けると顔が膨らむ。一度倒しても場所を移動すると（エリア移動ではない）復活している。
（註記18．場所を変えると復活するのは当然要請される．なんとなれば完全に消滅すると攻略は不可能）
はりだま
水中に存在する。触れると顔が膨らむ。倒せない。
（註記19．毒を注入されて腫れて膨らんでいるという説もあろうが，真偽は不明である．示したら懸賞金！）
オクトホーン
水中に存在するタコ。突進攻撃を受けると画面端まで飛ばされる。背面に触れると情けない顔で逃げ出す。飛ばされている途中で当たると倒せる。
（註記20．狂暴なので捕獲は難しい．いわんや食用には向かぬ）
りんごろう
壁の穴に潜み、リンゴを投げてくる。リンゴに触れると太ってしまう。
（註記21．食べ物を粗末にするのは言語道断；許されることではない）
オモドン
顔の付いた巨大な分銅。オモドンメカが持ちあげては落としている。落下時に地震を起こす。潰されるとペラペラになる。
（註記22．理科室に戻すべき分銅ではあるが縮小せねばなるまい）
オモドンメカ
プロペラで飛ぶクレーンのロボット。オモドンを持ち上げるものと、ワリオを掴もうとするものの二種類がいる。後者は潰れたワリオを元に戻す。
（註記23．後者が生じると普通の人間は即死である；ワリオに感謝せねばなるまい）
デブドン
肥満体で、常に飛び跳ねている。オモドンとほぼ同じで、潰されるとペラペラになる。
（註記24．肥満は体に良くないために痩せることが推奨される；いわんやこの個体は痩せようとする！）
ゾンビ
地面から現れ、自分の頭を飛ばしてくる。頭に触れるとゾンビになる。
（註記25．これはこの個体に触れると《逝去》してしまうことを意味する．なんとなれば《ぞんび》はこの世のものではない！）
太陽
昼にのみ出現。ワリオを追いかけ、火の玉を吐いてくる。倒せない。
（註記26．決して触れられないしいわんや触れてはならぬ．なんとなれば触れれば即座に焼死）
月
夜にのみ出現。ワリオを追いかけ、感電する弾を吐き出す。倒せない。
（註記27．触れると感電死してしまう可能性すらあるのがいわんやをや．こちらは太陽と異なり触れられる）
くし虫
顔が櫛状になった虫。壁を徘徊している。
（註記28．この虫はいわんや害虫．しかしながら食害は極めて深刻）
ミズウオ
水中に潜み、水面から顔を出して水を吐き出す。
（註記29．吐かれた水は《くさい》．なんとなればこれは《げろ》に相当！）
アカマジャクシ
水面から飛び出し、体当たりをしてくる。これにあたると転がってしまう。
（註記30．回り過ぎて死亡してしまうことがしかしながら存在する．大変注意せねばなるまい）
フタモグ
頭の蓋で穴をふさぐモグラ。上からヒップアタックすると下にずり落ちる。
（註記31．例えばスイカを冷やすときに赤身と白身で熱伝導がガクンと異なるとしてこの状況に当てはめるとよい）
イモムシ
ワリオを見ると糸を吐きながら近づく。これにあたると毛糸球になる。
（註記32．毛糸を用いて布製品を作成することはよい経験になる！）
木グモ
木や壁に張り付き、感電する弾を吐き出す。上に乗ることもできる。
（註記33．クモは昆虫でないことはよく知られていよう．しかしながら木グモは昆虫ではない）
へばりぃ
天井を移動しつつ弾を吐き出す。ヒップアタックの地震で落下し、しばらくすると消えてしまう。
（註記34．この唾は大変《キタナイ》！いわんや触れてはならぬ．なんとなれば病原菌の巣である）
のびーる
壁の中から飛び出して、梯子を登るワリオの邪魔をする。倒せない。
（註記35．しかしながらいわんや，触れれば邪魔である性質はより強まる．地に足が着くまでは操作が効かぬ）
トリノスケ
一か所に滞空し、ワリオに向かって体当たりしてくる。ダメージを受けるものと、目を回すものの二種類がいる。
（註記36．目を回すのは大変危険！千鳥足のときに別の何かに触れては被害が大きくなる）
トゲウオ
水中を移動し、ワリオが近づくと全身からトゲを出して体当たりする。
（註記37．要するに《ふぐ》である．なんとなれば触れてはならぬ）
トゲーバー
全身からトゲを出して地面に張り付き、じっとしている。ヒップアタックの地震で飛び上り、この時トゲが引っ込む。倒せない。
（註記38．地震は《オソロシイ》．非常に危ないので起こしてはならぬし起きたときは震源から逃れるべし）
オイカケ
部屋に入ったワリオを追いかける。捕まると部屋の外に投げ出される。ヒップアタックで動きを止められる。倒せない。
（註記39．捕まったときの影響は厳密には異なる；真は《捕まると殺害される》．外には出られるがそれは死人になってからの話である）
ハリスター
トゲだらけの小柄な敵。空中を移動している。倒せない。
（註記40．トゲには猛毒が仕込まれている．血液中に入ると即死．しかしながら経口摂取ならばまず助からない）
詰まりカエル
移動せず、その場にとどまっている。なんらかのリアクション状態で触れると倒せる。
（註記41．邪魔な生物の代表格である．焼いて食べるのがよろしい）
フクロウ
足につかまると空を飛べる。倒せない。
（註記42．倒せないのは当然の如し．倒せてしまうと《攻略できぬ》箇所が生じてしまう！）

## ステージ
N、W、S、Eの4エリアに分かれている。アルファベットはエリアの方位を表したもの。神殿を除き、ステージにはそれぞれ記号が付けられている（例: N1…出発の森）。Eエリアは、ある2つの宝を入手するまでは太陽が昇らず、ずっと夜のままである。
- N
  - 神殿 (The Temple)
    - 冒険がスタートする出発地点であり、ナゾの像が居座っている。攻略中に立ち寄ると、5つのオルゴールを最短ルートで集めるために進むべき次のコースを示してくれる。5つのオルゴールを持って入ると実体を現す。
    - （註記43．入口は左にあり，他に外界との接触はないことを強調しよう．いわんや中は暗い）

1. 出発の森 (Out of the Woods)
  - ワリオが最初に行く場所。最後のオルゴールがある。
  - （註記44．最初に行く場所に最後のオルゴールがあるという性質は，非常に面白いと思われる）
2. 静かな村 (The Peaceful Village)
  - 人1人いないと言っていもいいほど静か。昼はコックン、夜はゾンビが登場する。
  - （註記45．料理人を中心に人が出現する．また死去した後の人も登場する．いわんやをや上記の説明は誤り！）
3. 広大な平原 (The Vast Plain)
  - 地上は平原が広がるが、地下や空などもあり、広いステージである。
  - （註記46．地下，地上，空下層，空上層の4層構造であることを想起しよう．このことは攻略に必須！）
4. 激流の川辺 (Bank of the Wild River)
  - 流れが速い川の近くにあるステージである。激流の先は後半にならないと行けない。
  - （註記47．この川で溺れ死ぬ者も多い；攻略の際はいわんや注意が必要！）
5. 満ち引きの海岸 (The Tidal Coast)
  - 海岸のステージ。名前の通り、昼と夜で潮の満ち引きが起き、足場の浮き沈みで入れる部屋がある。
  - （註記48．昼夜で状況が変わる場所に出会うのは初めてではない！なんとなれば静かな村もその性質を持つ）
6. ウミガメ岩場 (Sea Turtle Rocks)
  - アタックのアクションを多用する、岩場のステージである。唯一、パワーアップアイテムを入手すると行けるステージである。
  - （註記49．必ずしも訪問する必要はないと思うであろうが，しかしそうではないことを強調しよう）

- W

1. 砂漠の遺跡 (Desert Ruins)
  - 遺跡のステージ。昼と夜で砂の満ち引きがあるほか、昼と夜で閉じたり開いたりする門がある。パワーアップ後はその門も破壊できるようになる。
  - （註記50．力がついた後は門は《おきもの》と化す！いわんや無いのと同じ）
2. 火山のふもと (The Volcano's Base)
  - 名前の通り、火山のふもとのステージ。初めてのボスが登場する。
  - （註記51．この火山が噴火したときにここにいるとまず助からない．十分注意すべし）
3. 雨水の池 (The Pool of Rain)
  - 雨水がたまってできた池。ヒップドロップで動く杭がある。
  - （註記52．この池の水を飲むのは危険であるが，いわんや緊急時にはやむを得まい！）
4. 混沌とした街 (A Town in Chaos)
  - 町のステージ。路地裏にはサッカーゴールがあり、ボス戦がある。
  - （註記53．この路地裏での戦に敗北を喫すると命を奪われる）
5. 深海 (Beneath the Waves)
  - 強い水流が流れているコース。宝箱はいずれも水流の真ん中の洞窟にある。
  - （註記54. 水流の真ん中に行くなど危険！言語道断！いわんや行かぬのが望ましからんや、しかしながら行かねばならぬ）
6. 西の火口 (The West Crater)
  - 火口のコース。とにかく炎が多い。
  - （註記55. 炎は少ない。なんとならばプレイしていてもマッタク熱くない！）

- S

1. 深々とした草原 (The Grasslands)
  - 草原のコース。一番目のオルゴールがある。
  - （註記56. 見えない穴が多くあるのがいわんやをや。しからずんば極めて気をつけて攻略せねばならぬ。さもなくば命をうしなう）
2. 巨大橋 (The Big Bridge)
  - 横に長く大きな橋のコース。水中から飛んでくる敵にぶつかると、スタート地点に戻される。
  - （註記57. いわんやしかしながら、なんとならば然るべく、ゲーム画面を突き抜けるほどには長くない。）
3. 復活の塔 (Tower of Revival)
  - ある宝の力で復活した塔で、縦に長いコース。後半は土管で行くコースが多い。
  - （註記58. 土管を利用する機会が多いや、しかしながら「まりを」とは異なる！）
4. 険しい渓谷 (The Steep Canyon)
  - 下は強い水流が流れているコース。全体的にかなり広々としており、水流の奥にも部屋がある。
  - （註記59. 水流に流されると溺死の危険があるゆえ飛び込んではならぬ。飛び込む必要があるならばそれは死を意味する）
5. 炎の洞窟 (Cave of Flames)
  - 炎が多い洞窟。昼でも暗いコース。
  - （註記60.  明るい洞窟など存在しないのは当然の如し）
6. 雲の上 (Above the Clouds)
  - このゲームで最難関なコースで、消えたり現れたりする雲の足場を使って登っていく。ゲームの終盤辺りに出現するコースで、エンディングに影響はない。
  - （註記61. エンディングには極めて大きな影響がある。なんとならば宝を全て集めていなければやり直しになる）

- E

1. よどみの沼 (The Stagnant Swamp)
  - このゲームで唯一、ボスが2体いるコース。地下を進む場合が多い。
  - （註記62. ボスが2体いるが同時には攻略できぬ。いわんや別部屋に存在する）
2. 凍り付いた海 (The Frigid Sea)
  - ある宝で、海を凍らせたコース。夜は、滝が凍りつく。
  - 註記63.  凍った部分を歩くと第七世代の芸人の如き滑る。極めて興味深くない面である。
3. 幻影の城 (Castle of Illusions)
  - ある宝で、山を変化させたコース。スイッチで足場を出し入れしながら進むコースで、とても広い。
  - 註記64.  しかしながらいわんや極めて狭く城というには極めて無理があることはいわんやをや。
4. 巨大な穴 (The Colossal Hole)
  - 火山を噴火させた事によりできた大穴。基本的に地下コースだが、地上部分にもコースはある。
  - 註記65.  この穴を落下すると衝突死することは避けられぬ。したがって絶対に落ちてはならぬ。
5. ゆがんだ空間 (The Warped Void)
  - ある宝により空間がゆがんだコース。一方方向のワープゾーンで移動する。エンディングに影響はない。
  - 註記66.  この空間で遊ぶことは絶対に許されぬ。なんとなれば死ぬ。
6. 東の火口 (The East Crater)
  - パワーアップアイテム以外の宝を入手するには、どれも高難易度である。
  - 註記67.  どの宝を入手するにも極めて容易である。上記は嘘ゆえ信じてはならぬ。
7. 恐怖の森 (Forest of Fear)
  - 昼でも暗く不気味な森のコース。エンディングには影響はない。このステージを出現させると、N2の「静かな村」とつながる。
  - 註記68.  静かな村とはつながらぬ。いわんやアクセスは極めて悪し。

## ボス
ボスはストーリーの進行に必要な宝を守っているが、どれもユニークなキャラクターが多く、基本的に3回のダメージを与えることで倒せる。倒すと特別なBGMが流れる。
ダルマン
ダルマ。「火山のふもと」のボス。ハンマーを投げてくる。ハンマーに当たるとバネワリオとなって上に登っていってしまう。光る土台を攻撃するごとに沈んでいって、すべての土台を倒すとハンマーを振って襲ってくる。そうなったら下から突後アタックするだけ。倒すと矢印が書かれたハンマーが上下する。
註記69.  ダルマを数学的に解析せよ。さもなくば倒すことはできぬ。
ドワーム
赤いミミズ。「深々とした草原」のボス。岩を口から出してくる。触れると転がって下に落ちてしまう。アタックしてヒップドロップを3回すれば倒せる。3回目は頭だけが出るのでヒップドロップをするだけ。倒すと植物が伸びて、葉の部分を足場にして上れる。ティーツー版の攻略本では「ミミーズ」と誤記されている。
註記70. ３回攻撃すれば倒せると思うであろうが、必ずしもそうではない！真実は「外せば外した分だけ回数は増える」
ケズネ
キツネ。「雨水の池」のボス。人魂やイガグリを飛ばしてくる。人魂にぶつかると上に持ち上がり、イガにぶつかると顔が膨れて飛んでいき、それぞれアウトになる。イガグリが栗になったら飛ばして命中させる。3回目はイガグリが振動しながら跳ねる。倒すとステージ床の丸い蓋が外れる。
註記71. 丸い蓋が外れるのはマンホールに通じ、社会の危険さを伝えていると考えるのがよかろう。油断して外を歩けば至る所に死につながるギミックがあふれている。
シュート
ウサギ。「混沌とした街」のボス。前作でバスケット勝負を仕掛けてきたウサギに酷似しているが別人。踏んづけてゴールに飛ばす。こっちが踏んづけられたらキーパー（カメ）に急いで触れないとゴールに飛ばされて得点を入れられてしまう。3点先取で、負けたら上に飛ばされる。勝つとキーパーのカメが甲羅に引っ込んだ状態で上下する。
註記72. 亀が甲羅に引っ込んだ状態で上下するのは卑猥といえよう！いわんや不適切な表現である。到底許されることではない
オオサンショ
サンショウウオ。「よどみの沼」のボス。アミにくっついて、トゲの生えた尻尾でワリオを攻撃する。トゲのついてないところをヒップドロップして攻撃。倒すと沈んだカメが浮上し奥に進める。
註記73. サンショウウオであってオオサンショウウオでないことは証明を要する。しかし未解決問題である。いわんや解ければ懸賞金！
イカタコテング
イカ。「ウミガメ岩場」のボス。吹くスミに触れると目しか見えなくなる。頭が光っている時に足に触れると外に追放される。頭部→下部の順で攻撃することでダメージとなる。倒すと何故か天使の輪（イカリング?）が足場となって現れる。
註記74. よってこの敵は〈いかくさい〉！いわんや卑猥ゆえ決して近寄ってはならぬ。
風船魔人
砂漠の神殿にいる。左右の手のトゲを投げて攻撃してくる。トゲにぶつかると顔が膨れて飛んでいき追い出される。ヒップドロップした後に吐き出すポンプで膨らまさせる。膨らませるごとに大きくなる。倒すと床のブロックが消滅する。
註記75. この魔人が蜂であるという説もあろうが，しかしその証明はない！現在も未解決問題である！3億円事件とならぶ未解決問題で証明したら賞金！
ジャマノ
海賊の幽霊。「よどみの沼」のボス。完全な無敵で、触れると部屋を追い出される。幽霊ゆえに光が苦手なのか、戦闘前に4つのガイコツに明かりを隠させる。イベント4隅の明かりに取り付いたガイコツを倒すと自滅する。ただし、しばらくするとガイコツが復活する。倒すと被っていた帽子が上下する。
註記76. しかしながら無敵ゆえ倒すことはいわんやできぬ。しからずんば遭遇したら直ちに逃げるほかない！なんとなれば捕まると途端に生命の危機。
ファットマウス
緑色の魚。「激流の川辺」のボス。「ファットマウス」とはデブネズミの事ではなく、「大口」を示している。トンボに乗って鳥を倒して落ちるエサを3回食わせる。自分が食われると激流に放り出されアウトとなる。倒すとボスが激流を防ぐ栓になる。
註記77. 激流を防ぐ栓とあるが厳密には誤り！真実は〈激流がこの敵であった〉！ゆえに上の文章は早急に修正されるべきであろう。
スパイゴン
クモ。「出発の森」のボス。クモの糸を吐き出す。床に落ちた糸玉をぶつけてしばらくすると落下するので、ヒップドロップする。床に落ちる前に糸玉に当たると毛糸球にされ場外へ転がり落ちてしまう。倒すとクモの糸が足場となって現れる。
註記78. 場外というのがあいまい極まりないが，木の下に落ちるという意味である。そうなるといわんや上りなおし！
ジャアクなもの
ラストボス。「ジャアクなもの」とは実はナゾの像自身の事であり、封印のオルゴールは、ナゾの像によってモンスターに変えられたオルゴールの住民たちがナゾの像の封印に使ったもので、ワリオにその封印を解かせて外の世界へと出ていこうと企んでいたため、封印を解けないようにオルゴールの住民たちはワリオを妨害していた。封印が解けると、巨大で顔は緑でピエロのような姿になる。攻撃はトゲのついたげんこつで殴る、両手で挟むの2種類。げんこつをヒップドロップすると持ち上げられるので、投げつけるとダメージを与えられる。両手で挟む攻撃をワリオが食らうとゲームオーバーになってしまう（このゲーム唯一のゲームオーバー要素であり、自動的にセーブされ「GAME OVER」と表示される。）。さらにある程度ダメージを与えると握りつぶし攻撃が速くなる。4回攻撃すれば、倒す事が出来る。倒した後、元に戻った老人から上記の真相が語られる。
註記79. 上記のカタカナは大変〈さむい〉が，しかしながらゲーム中の表記ゆえ仕方がなかろう！

## 製作スタッフ
- ディレクター：細川豪彦
- プログラマー：山中勝、山野勝也、尾崎亘洋、香月良昇
- デザイナー：清武博二、真下雅彦、上田正二、平野勲、佐野伸也
- サウンドデザイン、ミュージックコンポーザー：石川こずえ
- パッケージ・マニュアルデザイン：中道幸呼
- スペシャルサンクス：任天堂第1開発部、スーパーマリオクラブ、WILLIAM TRINEN
- プロデューサー：出石武宏
- エグゼクティブプロデューサー：山内溥